# Wadlopen

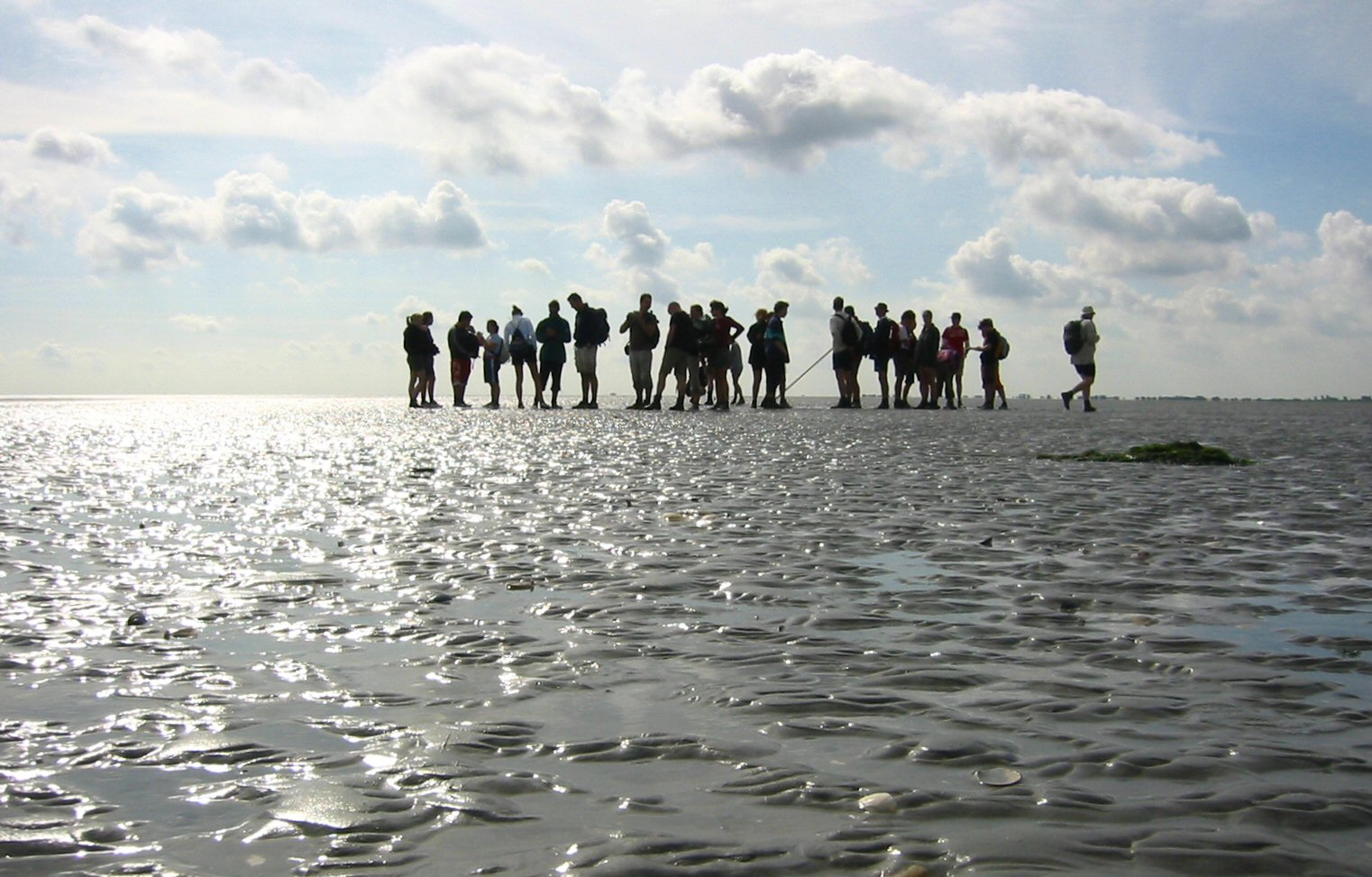
Wadlopers op de Waddenzee bij Pieterburen.

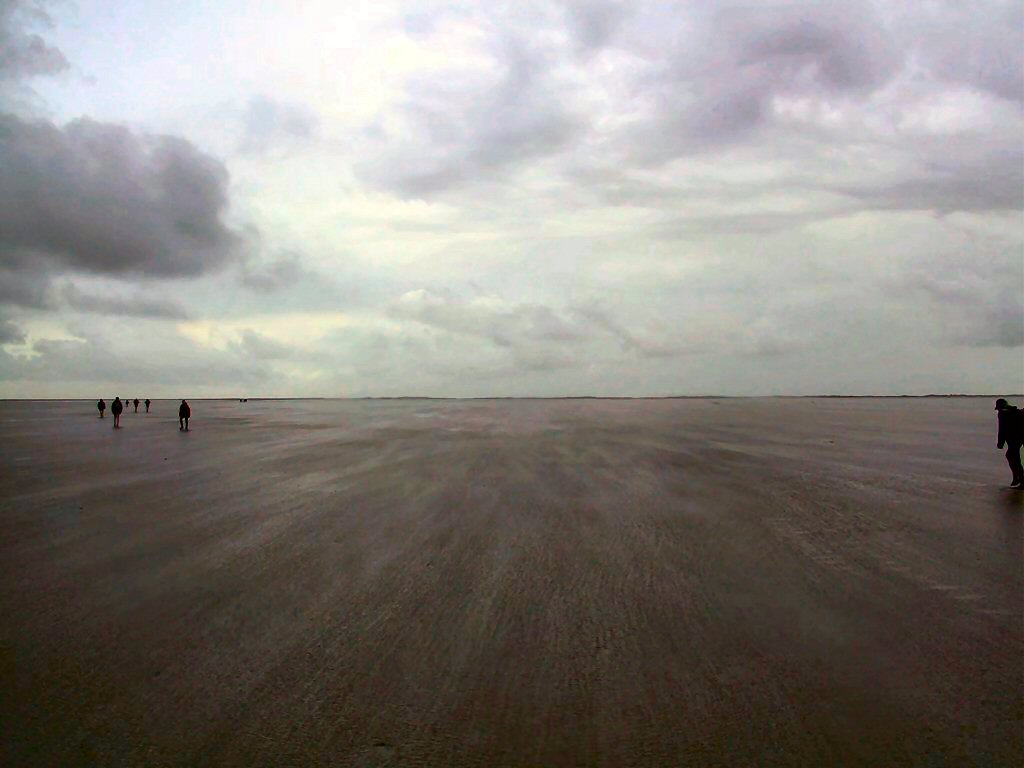
Wadlopen door de weidsheid van de Waddenzee bij laagwater

Wadlopen is het betreden van het wad bij laagwater, met name lange wandeltochten waarbij soms overgestoken wordt van of naar een Waddeneiland zonder het contact met de vaste grond te verliezen. Het vindt plaats over het wantij. Wadlopers lopen door slik, over zandplaten en over mosselbanken die deels onder water liggen. Bij een aantal tochten moeten diverse prielen en geulen worden doorwaad, waarbij het water tot de borst kan komen te staan. De moeilijkheidsgraad van de tochten is afhankelijk van het doel van de tocht, maar vooral van de weersomstandigheden. Bijvoorbeeld harde noordwestenwind stuwt het water op en bemoeilijkt het lopen.
Omdat wadlopen voor onervaren mensen riskant is, is het alleen toegestaan onder leiding van door de overheid erkende wadloopgidsen. Zij mogen maar een beperkt aantal lopers per gids meenemen. Alléén wadlopen wordt echter wel gedoogd door de autoriteiten. Ook zelfstandige wadloopgidsen organiseren wadlooptochten, vaak via het internet.

## Locaties
In Nederland is het mogelijk tussen het vasteland en de eilanden Terschelling, Ameland, Engelsmanplaat, Schiermonnikoog, Simonszand en Rottumeroog te lopen. De tocht naar Terschelling is alleen geschikt voor zeer ervaren lopers, en die naar Rottumerplaat is vanwege de bescherming van de natuur niet toegestaan. Ook tussen Texel en Vlieland wordt door enkele zeer avontuurlijk ingestelde wadlopers gelopen.
Het Duitse eiland Borkum, dat voor de Groningse kust ligt, is ook te voet bereikbaar. Deze 23,5 kilometer lange tocht is vanaf de Duitse kust enkele keren gelukt. In 1976 is vanwege de lengte van de tocht halverwege de tocht op de zandplaat Lütje Hörn een hoogwater gewacht: zogenaamd 'overvloeden'. In 2018 is het voor het eerst gelukt de oversteek vanaf de vaste wal zonder overvloeding op Lütje Hörn te maken. Vanaf het Duitse vasteland is het mogelijk om naar Norderney, Baltrum, Langeoog, Spiekeroog en Minsener-Oldeoog te lopen. De tochten naar Juist en Wangerooge, de resterende Oost-Friese (Wadden)eilanden, zijn weliswaar goed mogelijk, maar niet toegestaan. De tocht naar Neuwerk wordt zelfs op grote schaal met paard en wagen gemaakt. Vanuit Neuwerk worden regelmatig wadlooptochten aangeboden naar het naburige eiland Scharhörn door Nationalpark Hamburgisches Wattenmeer.
Ook diverse Noord-Friese Waddeneilanden zijn per voet bereikbaar, waaronder Pellworm en de Halligen. Sommige eilanden zijn ook onderling verbonden, zoals Föhr en Amrum. Het Deense eiland Mandø is bereikbaar over een modderige getijdenweg, wat het voor minder getrainde mensen er veel gemakkelijker op maakt.
In Frankrijk is het mogelijk om te wadlopen in de baai van Mont Saint-Michel in Normandië. Ook hier is het ten zeerste aangeraden dit met een gids te doen.

## IJswadlopen
In sommige strenge winters raakt ook de Waddenzee bevroren. In de strenge winter van 1962-1963 werden voor het eerst ijswadlooptochten georganiseerd. In 2010 en 2012 werden voor het eerst sinds vele jaren ijswadlooptochten georganiseerd.

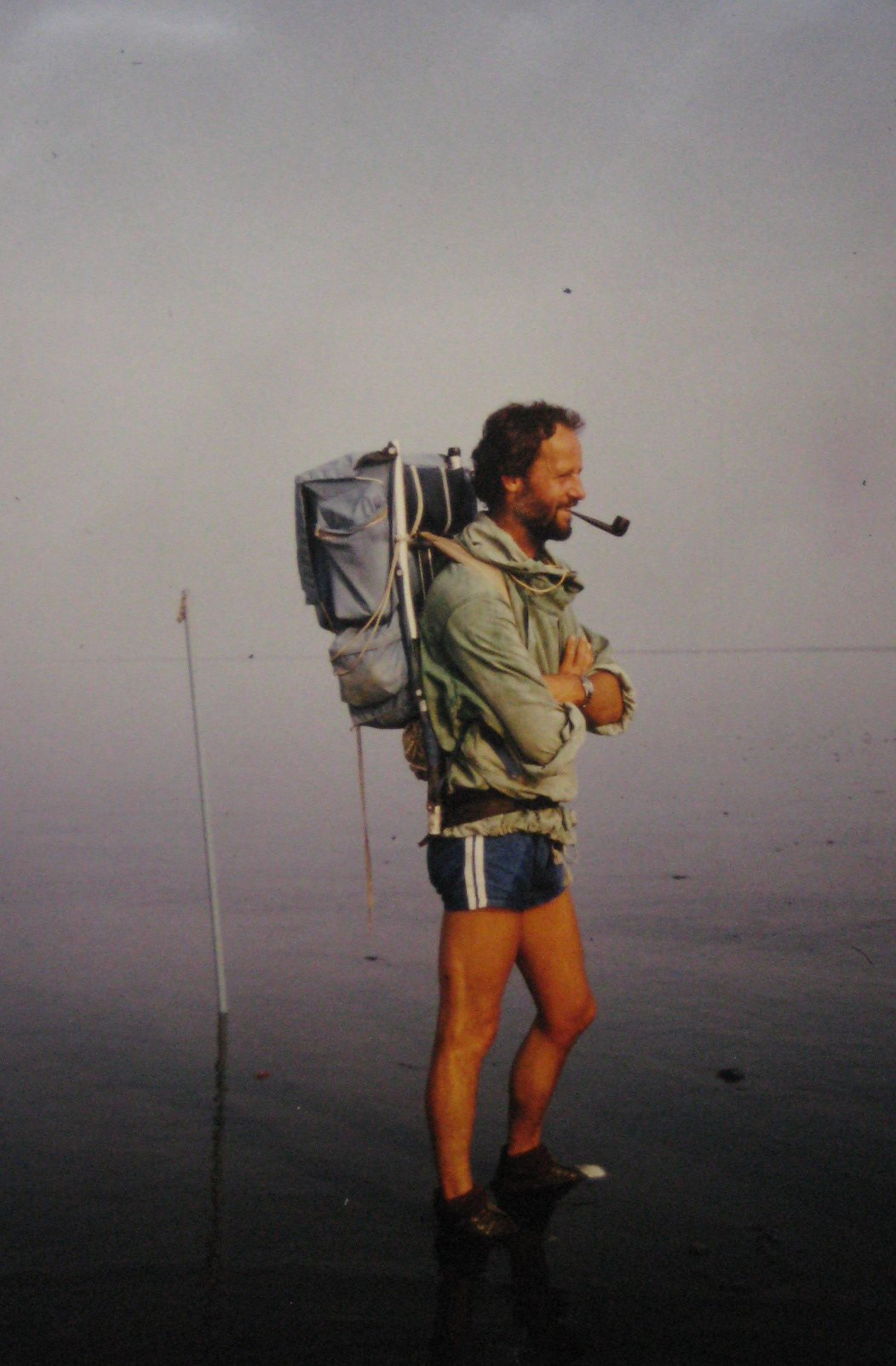
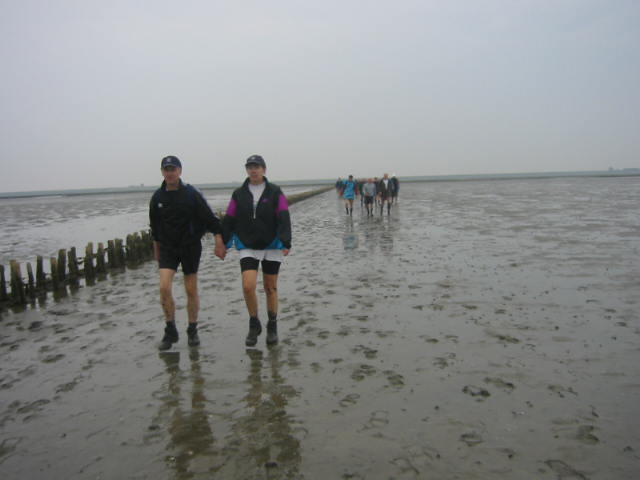
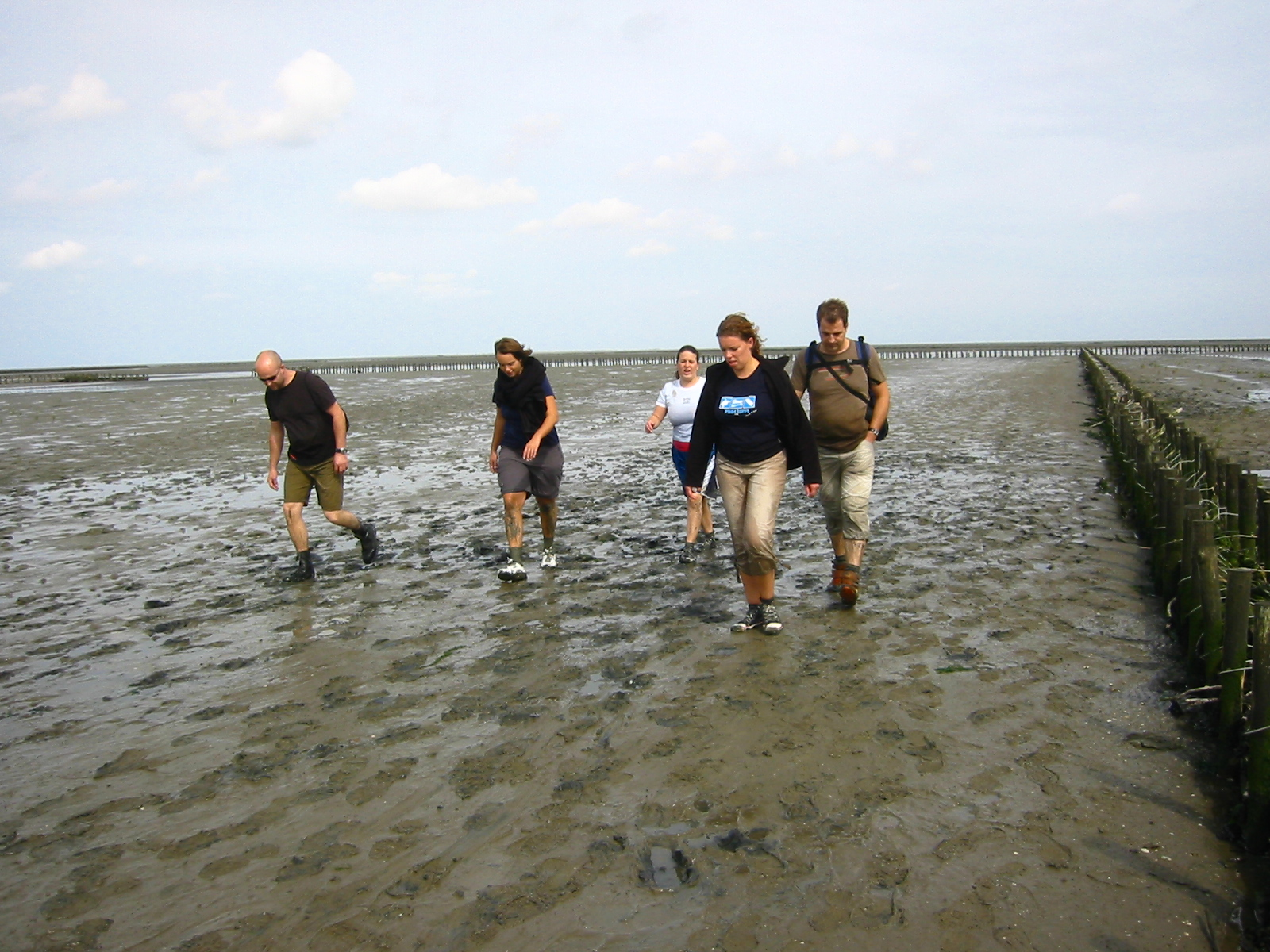
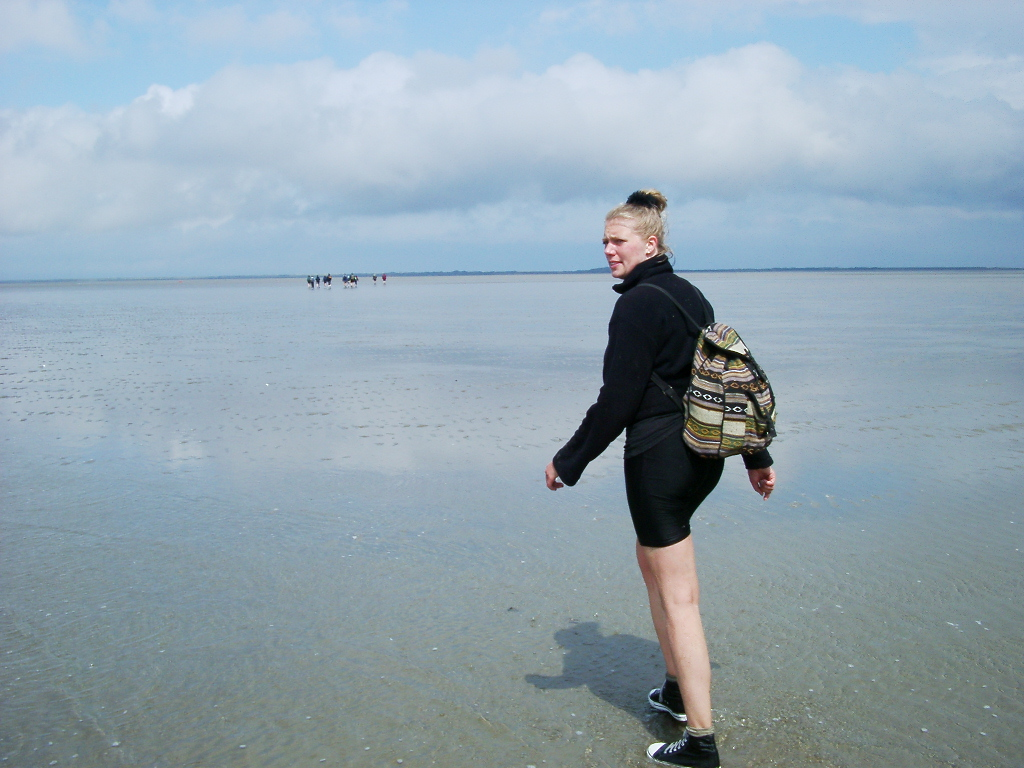

- Bioscoopjournaal uit 1963. Vijf mensen lopen van Groningen over het wad naar Schiermonnikoog.